# Hans Aull
Hans Aull (* 5. Juni 1869 in Ainring, Oberbayern; † 21. Juni 1948 in Seehausen am Staffelsee) war ein deutscher Richter.

## Leben
Aull studierte an der Ludwig-Maximilians-Universität München Rechtswissenschaft und wurde 1891 im Corps Ratisbonia München aktiv. Im Dezember 1922 kam er als Oberstaatsanwalt an das Oberlandesgericht München. 1929 wurde er als Präsident des Oberlandesgerichts Augsburg berufen. Am 1. April 1932 wechselte er als Präsident an das Oberlandesgericht Bamberg. Auf sein Ersuchen beim Bayerischen Staatsministerium der Justiz wurde er wegen Dienstunfähigkeit zum 1. November 1933 in den Ruhestand versetzt. Aull war Ehrenmitglied seines Corps.